# Beinasco
Beinasco (piemontesisch Beinasch) ist eine Gemeinde in der italienischen Metropolitanstadt Turin (TO), Region Piemont.

## Lage und Einwohner
Beinasco liegt 11 km vom Stadtzentrum Turin entfernt. Das Gemeindegebiet umfasst eine Fläche von 6 km² und hat 17.416 Einwohner (Stand 31. Dezember 2023). 
Die Nachbargemeinden sind Turin, Orbassano und Nichelino.

## Geschichte

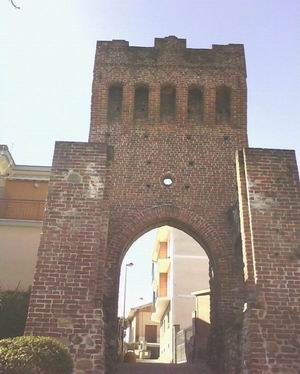
Mittelalterliches Tor

Der Ortsname ist seit 1153 mit der Form Beenascus bezeugt, die dem römischen Adligen Batinius zuzuschreiben ist und wiederum von Batticus unter Verwendung des ligurischen Suffixes -ascus abgeleitet ist. Die Ursprünge der Siedlung reichen bis ins 1. Jahrhundert v. Chr. zurück, als sie von den Römern mit dem Ziel gegründet wurde, Turin zu schützen und dabei die natürliche Verteidigungslinie der Sangone zu nutzen. Diese Verteidigungsfunktion behielt es bis ins 18. Jahrhundert bei. 
Lange Zeit unter der Herrschaft der Piossaschi, einer bedeutenden Familie des mittelalterlichen Piemont, wurde es bereits im 13. Jahrhundert eine freie Gemeinde. Sein Territorium war eines der bedeutendsten in der Gegend. Seine Pfarrei umfasste ein größeres Gebiet. Nachdem es die welfische Seite willkommen geheißen hatte, war es immer wieder Einfällen kaiserlicher Truppen ausgesetzt. Im 17. Jahrhundert kam es zu schweren Verwüstungen durch die Savoyer und die französischen Armeen. Zu all diesen Unglücken kam noch die Pest hinzu, die die örtliche Bevölkerung bmassiv dezimierte und sie als Gemeinschaft für etwa dreißig Jahre praktisch verschwinden ließ. 
Das folgende Jahrhundert begann nicht weniger tragisch. 1701 befand sich das Piemont in einem weiteren Krieg, dem um die spanische Erbfolge. Der Konflikt verursachte eine weitere Zerstörung der Stadt, die sich schließlich von einem Verteidigungspunkt Turins in ein ruhiges Bauerndorf verwandelte. Mit dem sofortigen Wiederaufbau wurden auch viele Gebäude am rechten Ufer des Sangone errichtet. Dies machte den Bau einer Brücke erforderlich, die den Ort mit den jenseits des Baches gelegenen Siedlungen verband. In den ersten dreißig Jahren des 20. Jahrhunderts entwickelte sich die Ziegelbrennerei, eine Tätigkeit, die bald zugunsten der in Turin entstehenden Automobilindustrie aufgegeben wurde.

## Sehenswürdigkeiten
Die monumentalen Wahrzeichen, die es charakterisieren, stammen größtenteils aus dem 18. Jahrhundert, die anderen wurden während der Kriege zerstört. Von besonderem Interesse ist die Kirche der Bruderschaft Santa Croce, die bereits im 16. Jahrhundert existierte und im 18. Jahrhundert unter der Leitung von Bernardo Vittone, einem Schüler von Juvarra und Meister des piemontesischen Barocks, von Grund auf neu aufgebaut wurde. Heute ist die Kirche entweiht. Nicht weniger interessant ist die Pfarrkirche San Giacomo Maggiore, die bereits um das Jahr 1000 existierte. Aufgrund seines baufälligen Zustands wurde es abgerissen und mehrmals wieder aufgebaut, der letzte davon wurde von Giovanni Tommaso Pronotti, ebenfalls einem Schüler von Juvarra, entworfen. Von den antiken Gebäuden sind noch einige Ruinen der Burg und einige Türme der Stadtmauer erhalten. Das Denkmal für den Widerstand wurde erst kürzlich errichtet.

## Gemeindepartnerschaft
- Piatra Neamț, Westmoldau, seit 2001
- Manilva, Provinz Málaga, seit 2009